# 奥多摩水と緑のふれあい館
奥多摩水と緑のふれあい館（おくたまみずとみどりのふれあいかん）は、東京都西多摩郡奥多摩町にある東京都水道局が運営するPR施設である。
1998年（平成10年）11月27日開館。東京近代水道100周年および小河内ダム竣工40周年の記念事業として、奥多摩郷土資料館の跡地である小河内ダムサイトに奥多摩町と共同で建設された。

## 館内の施設・特徴
- 1階：奥多摩の歴史・民俗、水源林、小河内ダムの資料展示
- 2階：奥多摩の名産品販売や郷土料理を味わえるレストラン

## マスコットキャラクター
- くりんちゃん

## アクセス方法
JR青梅線奥多摩駅南口下車、2番乗り場から西東京バス鴨沢西行（奥09系統）・丹波行（奥10系統）・留浦行（奥11系統）・小菅行（奥12系統）・峰谷行（奥14系統）・奥多摩湖行（奥15系統）に乗り、15分。奥多摩湖停留所下車。

## 周辺情報
- 奥多摩湖
- 水根駅（奥多摩工業水根貨物線） - 休止駅であるが遺構が残るのみ。